# Comuna Berveni, Satu Mare
Berveni (în maghiară: Börvely) este o comună în județul Satu Mare, Transilvania, România, formată din satele Berveni (reședința) și Lucăceni.

## Demografie
Componența etnică a comunei Berveni
     Maghiari (57,59%)
     Români (29,08%)
     Romi (9,26%)
     Alte etnii (0,13%)
     Necunoscută (3,95%)
Componența confesională a comunei Berveni
     Reformați (40,82%)
     Ortodocși (25,29%)
     Romano-catolici (20,81%)
     Penticostali (5,12%)
     Baptiști (1,21%)
     Greco-catolici (1,15%)
     Alte religii (1,43%)
     Necunoscută (4,17%)
Conform recensământului efectuat în 2021, populația comunei Berveni se ridică la 3.143 de locuitori, în scădere față de recensământul anterior din 2011, când fuseseră înregistrați 3.376 de locuitori. Majoritatea locuitorilor sunt maghiari (57,59%), cu minorități de români (29,08%) și romi (9,26%), iar pentru 3,95% nu se cunoaște apartenența etnică. Din punct de vedere confesional, cei mai mulți locuitori sunt reformați (40,82%), cu minorități de ortodocși (25,29%), romano-catolici (20,81%), penticostali (5,12%), baptiști (1,21%) și greco-catolici (1,15%), iar pentru 4,17% nu se cunoaște apartenența confesională.

## Politică și administrație
Comuna Berveni este administrată de un primar și un consiliu local compus din 13 consilieri. Primarul, Gheorghe-Cristian Azurac[*], de la Uniunea Democrată Maghiară din România, este în funcție din 1 noiembrie 2024. Începând cu alegerile locale din 2024, consiliul local are următoarea componență pe partide politice:
|  | Partid                                 | Consilieri | Componența Consiliului | Componența Consiliului | Componența Consiliului | Componența Consiliului | Componența Consiliului | Componența Consiliului | Componența Consiliului | Componența Consiliului |
|  | -------------------------------------- | ---------- | ---------------------- | ---------------------- | ---------------------- | ---------------------- | ---------------------- | ---------------------- | ---------------------- | ---------------------- |
|  | Uniunea Democrată Maghiară din România | 8          |                        |                        |                        |                        |                        |                        |                        |                        |
|  | Partidul Social Democrat               | 2          |                        |                        |                        |                        |                        |                        |                        |                        |
|  | Alianța pentru Unirea Românilor        | 1          |                        |                        |                        |                        |                        |                        |                        |                        |
|  | Partidul Național Liberal              | 1          |                        |                        |                        |                        |                        |                        |                        |                        |
|  | Alianța Maghiară din Transilvania      | 1          |                        |                        |                        |                        |                        |                        |                        |                        |